# Verordnung (EG) Nr. 216/2008 (EASA-Grundverordnung)
Die Verordnung (EU) Nr. 216/2008 vom 20. Februar 2008 zur Festlegung gemeinsamer Vorschriften für die Zivilluftfahrt und zur Errichtung einer Europäischen Agentur für Flugsicherheit war die Grundlage des gemeinschaftlichen europäischen Luftrechts und zugleich die zentrale Rechtsgrundlage für die Tätigkeit der Europäischen Agentur für Flugsicherheit (EASA). Als Verordnung der EU war sie unmittelbar geltendes Recht. Andere Bezeichnungen sind Basic-Regulation oder EASA-Grundverordnung. Die Verordnung (EG) Nr. 216/2008 wurde durch die Verordnung (EU) 2018/1139 aufgehoben und ersetzt.

## Geschichte
Die Verordnung (EG) Nr. 216/2008 ist eine Neufassung der Verordnung (EG) Nr. 1592/2002 die bereits den gleichen Titel trug. Mit der Neufassung wurden die Kompetenzen der EASA erweitert und verbindliche Fristen für den Erlass der jeweiligen Durchführungsbestimmungen gesetzt. Die Verordnung (EG) Nr. 216/2008 wurde durch die Verordnung (EU) 2018/1139 aufgehoben und ersetzt.

## Inhalt der Verordnung
Die Verordnung befasst sich mit zwei Themenbereichen, den gemeinsamen Vorschriften für die Zivilluftfahrt und der EASA. Als Hauptziel wird die „Schaffung und die Aufrechterhaltung eines einheitlichen, hohen Niveaus der zivilen Flugsicherheit in Europa“ angegeben.
Die Verordnung schreibt vor, dass alle Luftfahrzeuge außer den folgenden der europäischen Gesetzgebung unterliegen:
- Historische Luftfahrzeuge
- Experimentalflugzeuge
- Eigenbauten ohne gewerbliche Absicht
- Militärische Luftfahrzeuge
- Luftsportgeräte

Da die ausgenommenen Luftfahrzeuge in der neuen VO in Anhang 1 aufgeführt sind, werden diese nun auch als Annex I Flugzeuge bezeichnet.
Die Verordnung fordert den Erlass von Durchführungsbestimmungen und setzt allgemeine Rahmenbedingungen für:
- Lufttüchtigkeit
- Umweltschutz
- Piloten
- Flugbegleiter
- Fluglotsen
- Behörden
- Ausbildungseinrichtungen
- Drittlandsbetreiber

Die Kompetenzen der EASA wurden gegenüber der Vorgängerversion erweitert um:
- Personal
- Flugplätze
- Flugbetrieb
- technische Zulassung und Überwachung von Flugverkehrsmanagementsystemen sowie Flugsicherungsdiensten

## Umsetzung
Gestützt auf die Verordnung 216/2008 hat die Europäische Kommission eine Reihe von Durchführungsbestimmungen in Form von EU-Verordnungen erlassen:
- Verordnung (EU) 1321/2014[5] – (vormals 2042/2003[6]) Aufrechterhaltung  der  Lufttüchtigkeit  von  Luftfahrzeugen  und  luftfahrttechnischen Erzeugnissen,  Teilen  und  Ausrüstungen  und  die  Erteilung  von  Genehmigungen  für  Organisationen und Personen, die diese Tätigkeiten ausführen
- Verordnung (EU) 965/2012[7] – Technische Vorschriften und Verwaltungsverfahren in Bezug auf den Flugbetrieb.
- Verordnung (EU) 923/2012[8] – Gemeinsame Luftverkehrsregeln und Betriebsvorschriften für Dienste und Verfahren der Flugsicherung.
- Verordnung (EU) 748/2012[9] – Durchführungsbestimmungen für die Erteilung von Lufttüchtigkeits- und Umweltzeugnissen für Luftfahrzeuge und zugehörige Produkte, Bau- und Ausrüstungsteile sowie für die Zulassung von Entwicklungs- und Herstellungsbetrieben (erweitert und geändert durch Verordnung (EU) 7/2013).
- Verordnung (EU) 1332/2011[10] – Gemeinsame Anforderungen für die Nutzung des Luftraums und gemeinsame Betriebsverfahren für bordseitige Kollisionswarnsysteme.
- Verordnung (EU) Nr. 1178/2011[11] – Technische Vorschriften und Verwaltungsverfahren in Bezug auf das fliegende Personal in der Zivilluftfahrt (erweitert und geändert durch Verordnung (EU) 290/2012[12]).
- Verordnung (EU) 1034/2011[13] – Sicherheitsaufsicht im Bereich des Flugverkehrsmanagements und der Flugsicherungsdienste und zur Änderung der Verordnung (EU) Nr. 691/2010.[14]
- Verordnung (EU) 805/2011[15] – Detaillierte Vorschriften für Fluglotsenlizenzen und bestimmte Zeugnisse.